# Gezidong-Stätte
Die Gezidong-Stätte (chinesisch 鸽子洞遗址, Pinyin Gēzidòng yízhǐ, englisch Gezidong Site (Pigeon Cave Site) – „Tauben-Höhlen-Fundstätte“) ist eine Höhlenstätte aus dem mittleren Paläolithikum, nach der die Gezidong-Kultur (鸽子洞文化) benannt wurde. Sie wurde 1956 im Autonomen Kreis Harqin Linker Flügel der Mongolen in der nordostchinesischen Provinz Liaoning entdeckt und 1973 und 1975 unter Leitung des Liaoning-Museums ausgegraben.  
Nach der Gezidong-Stätte ist die Gezidong-Faunengemeinschaft (鸽子洞动物群) benannt.